# 姫野美智
姫野 美智（ひめの みち、1956年8月16日 - ）は、日本の女性アニメーター、キャラクターデザイナー。兵庫県出身。荒木プロダクション所属。本名は不明。
大阪市立工芸高等学校を卒業後、直接東映動画に連絡を取って荒木伸吾と面会した後、1974年9月に荒木プロダクションへ入社。1970年代後半からは、荒木と共に数々の作品のキャラクターデザインを手掛ける。

## 参加作品

### テレビアニメ
- UFOロボ グレンダイザー（1975年-1977年、動画・原画・ゲストキャラクターデザイン）
- 新・巨人の星（1977年-1978年、原画）
- 惑星ロボ ダンガードA（1977年-1978年、原画・作画監督）
- 花の子ルンルン（1979年、オリジナルキャラクター）
- ベルサイユのばら（1979年-1980年、キャラクターデザイン・作画監督・原画）
- 銀河烈風バクシンガー（1982年-1983年、オープニング・エンディング原画）
- 愛してナイト（1983年-1984年、原画）
- ガラスの仮面（1984年、オープニング・原画）
- はーいステップジュン（1985年、作画監督・原画）
- とんがり帽子のメモル（1984年-1985年、作画監督・原画）
- メイプルタウン物語（1986年-1987年、作画監督）
- 聖闘士星矢（1986年-1989年、キャラクターデザイン・作画監督）
- 横山光輝 三国志（1991年-1992年、キャラクターデザイン・作画監督）
- 蒼き伝説 シュート!（1993年-1994年、キャラクターデザイン・作画監督）
- ゲゲゲの鬼太郎（第4作）（1996年、キャラクターデザイン・総作画監督）
- 金田一少年の事件簿（1997年-2000年、キャラクターデザイン）
- 遊☆戯☆王（1998年、キャラクターデザイン・作画監督）
- 遊☆戯☆王デュエルモンスターズ（2000年-2004年、キャラクターデザイン）
- リングにかけろ1（2004年、キャラクターデザイン）
- 遊☆戯☆王デュエルモンスターズALEX （2006年、キャラクターデザイン）※日本未公開
- リングにかけろ1 日米決戦編（2006年、キャラクターデザイン）
- リングにかけろ1 影道編（2010年、キャラクターデザイン）
- リングにかけろ1 世界大会編（2011年、キャラクターデザイン）
- 聖闘士星矢Ω（2012年、原画）
- 聖闘士星矢 セインティア翔（2018年、EDイラスト）

### 劇場アニメ
- さらば宇宙戦艦ヤマト 愛の戦士たち（1978年、原画）
- 少年ケニヤ（1984年、原画）
- アモン・サーガ（1986年、作画監督）
- 聖闘士星矢 最終聖戦の戦士たち（1989年、キャラクターデザイン）
- 三国志 第二部・長江燃ゆ!（1993年、原画）
- ゲゲゲの鬼太郎 大海獣（1996年、キャラクターデザイン・作画監督）
- 金田一少年の事件簿（1996年、キャラクターデザイン・作画監督）
- ゲゲゲの鬼太郎 妖怪特急! まぼろしの汽車（1997年、キャラクターデザイン・作画監督）
- 遊☆戯☆王（1999年、キャラクターデザイン・作画監督）
- シャム猫 -ファーストミッション-（2001年、メインキャラクターデザイン）
- 聖闘士星矢 天界編 序奏〜overture〜（2004年、キャラクターデザイン・作画監督）

### OVA
- 憶病なヴィーナス アニメヒロイン桐田裕美子デビュー（1986年、作画監督・原画）
- 風魔の小次郎（1989年、キャラクターデザイン）
- 風魔の小次郎 聖剣戦争篇（1990年、オープニングエンディングイラスト・キャラクターデザイン・原画）
- ドラゴン・フィスト（1991年、作画監督）
- インフェリウス惑星戦史外伝 CONDITION GREEN（1991年、キャラクターデザイン）
- バビル2世（1992年、キャラクターデザイン）
- 風魔の小次郎 最終章・風魔反乱篇（1992年、キャラクターデザイン・作画監督・原画）
- 人間革命（1995年、キャラクターデザイン・作画監督）
- ゲキ・ガンガー3 熱血大決戦!!（1998年、原画・サファイヤデザイン・イラスト）
- 聖闘士星矢 冥王ハーデス十二宮編（2002年、キャラクターデザイン）
- 聖闘士星矢 冥王ハーデス冥界編（2005年、キャラクターデザイン・総作画監督）
- 聖闘士星矢 冥王ハーデス エリシオン編（2008年、キャラクターデザイン・総作画監督・原画）

### ゲーム
- BURAI（1989年、キャラクターデザイン・原画）
- KIGEN 輝きの覇者（1991年、キャラクターデザイン・原画）
- 聖闘士星矢 ブレイブ・ソルジャーズ （2013年、オープニングアニメーションスタッフ キャラクターデザイン・原画）

### 小説イラスト・挿絵
- 聖闘士星矢 番外小説『聖剣秘話 サガ! 野望の序曲』（1988年、文：小山高生）
- 聖闘士星矢 番外小説『女神! 大いなる愛』（1989年、文：菅良幸）
- アレキサンドリア物語（1989年、文：山崎晴哉）
- BURAI（1992年、文：飯島健男）
- BURAI外伝 覇竜の神座（1993年、文：飯島健男）

### 絵本
- おんどりアニメ絵本館 13 - ねむりの森のひめ（1987年、原作：アンデルセン、イラスト：姫野美智）

### キャラクター設計
- オリジナル・ポスター2枚セット
  - 「アニメージュ」昭和63（1988）年10月発行付録・12月発行付録
- 風のデュラス（キャラクター原案、原作：富樫ゆいか）
  - 「アニメディア」1993年7月臨時増刊号
- キューティーハニー（2004年、DVD-BOXジャケット）
- KAÏLA QUEST 〜RAGEN BLUE UNIVERSE〜（キャラクターデザイン・イラスト）

## 画集
- 『オスカル 白き薔薇の肖像』（徳間書店・アニメージュ文庫、1988年1月発売） ISBN 4-19-669573-6
- 『光〜HIKARI〜 聖闘士星矢 荒木伸吾&姫野美智 ILLUSTRATIONS』 （集英社、2004年2月発売） ISBN 4-08-782073-4
- 『聖闘士星矢ぴあ』（ぴあムック、2012年3月発売） ISBN 978-4-8356-2095-4
  - 歴代スタッフインタビュー（姫野美智）+レイアウト・荒木伸吾、原画・姫野美智によるイラストを収録。
- 『ベルサイユのばらアニメ大解剖　完全保存版　華麗なる薔薇の運命』（三栄ムック、2020年8月発売） ISBN 978-4-7796-4192-3
  - 姫野美智：カラーイラストギャラリー